# 3047 Гете
3047 Гете (3047 Goethe) — астероїд головного поясу, відкритий 24 вересня 1960 року.
Тіссеранів параметр щодо Юпітера — 3,394.
Названий на честь німецького поета і драматурга Йоганна Вольфганга фон Гете.